# Понд, Джон
Джон Понд (англ. John Pond; 1767, Лондон — 7 сентября 1836, Лондон) — британский астроном.
С 1807 года являлся членом Лондонское королевского общества, с 1816 стал корреспондентом Французской академии наук. 
В 1811 году стал официальным директором Гринвичской обсерватории, был объявлен шестым Королевским астрономом.
Был награждён Премией имени Лаланда (1817) и Медалью Копли (1823).